# Kljen
Kljen (cyr. Кљен) – wieś w Bośni i Hercegowinie, w Republice Serbskiej, w gminie Nevesinje. W 2013 roku liczyła 54 mieszkańców.